# Carlos Kurt
Carlos Kurt, nome artístico de José Carlos Kunstat (Rio de Janeiro, 10 de fevereiro de 1933 – Rio de Janeiro, 4 de março de 2003), foi um ator e humorista brasileiro. Ficou conhecido por suas participações como vilão nos programas e filmes dos Trapalhões, nos quais era geralmente apelidado de "Alemão".

## Biografia
Antes de ingressar na carreira artística, Kunstat trabalhou para a CEDAE, do Rio de Janeiro. Depois, entrou para a rádio, inicialmente como técnico de som. Passou a trabalhar como radioator e logo foi para os palcos teatrais. Em 1966 um personagem de Kurt no espetáculo Cocó My Darling, estrelado por Dercy Gonçalves, foi censurado. Segundo o censor, o figurino do ator apresentava as cores da bandeira do Peru, o que já foi suficiente para sofrer repressão estatal.
Atuou em diversos filmes de pornochanchada, e em programas humorísticos na TV Excelsior e na Tupi. Em 1975 atua em seu primeiro filme ao lado dos Trapalhões, como o vilão Ali Tuffi em Simbad, o Marujo Trapalhão. Essa parceria estendeu-se para a televisão, com Kurt tornando-se "figurinha carimbada" no programa homônimo exibido pela Rede Globo. Sempre no papel de um encrenqueiro ou vilão mal-humorado, ganhou do personagem Didi vários apelidos devido a sua aparência física (cabelos claros, olhos azuis e esbugalhados), como "alumão" (alemão), bode louro, macarrão de hospital e polaco.
Ao todo atuou em 12 filmes dos Trapalhões.
Também atuou em duas produções internacionais, rodadas no Brasil, como 007 Contra o Foguete da Morte (1979), estrelada por Roger Moore, e em Non c'è due senza quattro (1984), estrelado pela dupla Bud Spencer e Terence Hill. Ele também participou de duas novelas da Rede Globo, Champagne e Que Rei Sou Eu?, ambas de Cassiano Gabus Mendes.

## Vida pessoal
Na década de 90, Kurt descobriu estar sofrendo de Mal de Alzheimer. 
Incapaz de continuar trabalhando devido aos problemas de saúde, aposentou-se da carreira artística. A partir de 1996, passou a morar com a mulher, Celina Lessa Kumstat, e a filha Barbara no Retiro dos Artistas, na zona Oeste do Rio. Kurt também teve mais dois filhos: Carlos José e Ricardo.

### Morte
Kurt faleceu em 4 de março de 2003, vítima de uma parada cardíaca por conta do mal de Alzheimer. Ele estava aposentado e esquecido pelo público.

## Filmografia

### Cinema
| Ano  | Título                               | Papel                                        |
| ---- | ------------------------------------ | -------------------------------------------- |
| 1986 | Os Trapalhões e o Rei do Futebol     | Cartola (não creditado)                      |
| 1984 | Non c'è due senza quattro            | Empresário                                   |
| 1984 | A Filha dos Trapalhões               | Ladrão de galinhas (Participação)            |
| 1983 | O Trapalhão na Arca de Noé           |                                              |
| 1983 | O Cangaceiro Trapalhão               | Homem no bando de Zé Bezerra (não creditado) |
| 1982 | Os Paspalhões em Pinóquio 2000       | Executivo                                    |
| 1982 | Os Vagabundos Trapalhões             | Guarda-Florestal                             |
| 1981 | Os Saltimbancos Trapalhões           | Leão de chácara                              |
| 1980 | O Incrível Monstro Trapalhão         | Árabe                                        |
| 1980 | O Inseto do Amor                     | Hans Müller                                  |
| 1980 | Os Três Mosqueteiros Trapalhões      | Chico Alemão                                 |
| 1979 | 007 Contra o Foguete da Morte        | Segurança do Aeroporto                       |
| 1979 | As Borboletas Também Amam            | Tarado                                       |
| 1979 | O Cinderelo Trapalhão                | Souza                                        |
| 1979 | O Rei e os Trapalhões                | Jaffar / Detetive Gonzaga                    |
| 1979 | Sexo e Sangue                        |                                              |
| 1978 | Bonitas e Gostosas                   | Sr. Lobo Mau Chavasca Pereira                |
| 1978 | Os Trapalhões na Guerra dos Planetas | Ygor / Zucco                                 |
| 1977 | Prá Ficar Nua, Cachê Dobrado         |                                              |
| 1977 | O Trapalhão nas Minas do Rei Salomão | Professor Aristóbulo                         |
| 1976 | O Trapalhão no Planalto dos Macacos  | Macaco Guerreiro / Prof. Bicard              |
| 1975 | Simbad, O Marujo Trapalhão           | Ali Tuffi                                    |
| 1975 | Costinha o Rei da Selva              |                                              |
| 1971 | Tô na Tua, Ô Bicho                   |                                              |
| 1969 | 2000 Anos de Confusão                |                                              |
| 1968 | Os Carrascos Estão Entre Nós         |                                              |

### Televisão
| Ano       | Título          | Personagem           | Emissora   |
| --------- | --------------- | -------------------- | ---------- |
| 1977-1993 | Os Trapalhões   | diversos personagens | Rede Globo |
| 1983      | Champagne       |                      | Rede Globo |
| 1989      | Que Rei Sou Eu? | Ferreiro Dupont      | Rede Globo |